# Distretto di Al-Zabadani
Il distretto di Al-Zabadani (منطقة الزبداني  minṭaqa al-Zabadani) è un distretto del governatorato del Rif di Damasco, nella Siria meridionale. Il capoluogo amministrativo del distretto è la città di  al-Zabadani. Al censimento del 2004, il distretto aveva una popolazione di  63.780 abitanti.

## Sottodistretti
Il distretto di al-Zabadani è diviso in 3 sottodistretti o nawāḥ (singolare: nāḥiya):
| Cod.     | Nome        | Area       | Popolazione |
| -------- | ----------- | ---------- | ----------- |
| SY030700 | al-Zabadani | 178,67 km² | 40 613      |
| SY030701 | Madaya      | 93,37 km²  | 13 692      |
| SY030702 | Serghaya    | 121,37 km² | 9 475       |

## Insediamenti
Nel distretto sono presenti i seguenti centri abitati: